# Маріо де лас Касас
Маріо де Лас Касас Рамірес (ісп. Mario de Las Casas Ramírez; 31 січня 1901, Ліма, Перу — 10 жовтня 2002, Кальяо, Перу) — перуанський футболіст, що грав на позиції захисника, зокрема, за клуб «Універсітаріо де Депортес», а також національну збірну Перу.

## Клубна кар'єра
У футболі дебютував 1920 року виступами за команду клубу «Спортіво Тарапака Феррокарриль».
Своєю грою за цю команду привернув увагу представників тренерського штабу клубу «Універсітаріо де Депортес», до складу якого приєднався 1924 року. Відіграв за команду з Ліми наступні шість сезонів своєї ігрової кар'єри.
Протягом 1930 року захищав кольори команди клубу «Лон Тенніс».
Завершив професійну ігрову кар'єру у клубі «Атлетіко Калако», за команду якого виступав протягом 1934—1935 років.

## Виступи за збірну
1930 року дебютував в офіційних матчах у складі національної збірної Перу. Протягом кар'єри у національній команді, яка тривала 6 років, провів у її формі 3 матчі.
У складі збірної був учасником:
чемпіонату Південної Америки 1926 в Перу, був присутній в заявці збірної на турнірі, але на поле не виходив, але добув разом з командою «бронзу»;
чемпіонату світу 1930 року в Уругваї, де зіграв в матчах з Румунією (1:3) і з Уругваєм (0:1);
домашнього чемпіонату Південної Америки 1935, де зіграв в матчі з Аргентиною і добув разом з командою «бронзу», а також путівку на берлінські ОІ-1936;
Помер 10 жовтня 2002 року на 102-му році життя у місті Кальяо.

## Титули і досягнення
- Бронзовий призер Чемпіонату Південної Америки: 1935